# Heraclia pallida
Heraclia pallida är en fjärilsart som beskrevs av Walker 1854. Heraclia pallida ingår i släktet Heraclia och familjen nattflyn. Inga underarter finns listade i Catalogue of Life.